# 073II型中型登陆舰
073II型登陆运输舰，北约將其命名“玉島級”，現役1艘 （後2艘改為運輸艦）， 首艦舷號937，1976年9月開工生產，1978年6月下水舾裝，並於1978～1979年間進行了內河和海上試行，1980年初結束試航交付海軍服役。

## 舰名列表
| 序号 | 舷号 | 舰名 | 曾用名           |
| ---- | ---- | ---- | ---------------- |
| 1    |      |      | 東運757          |
| 2    |      |      | 東運800          |
| 3    |      |      | 東運801或南運745 |